# Fuzhou (Jiangxi)
Fuzhou 抚州市; pinyin: Fǔzhōu Shì) er et bypræfektur i provinsen Jiangxi i  Kina. Byen var tidligere kendt under navnet Linchuan.
Fuzhou ligger syd for provinshovedstaden Nanchang. Bypræfekturet har et areal på 18.817 kvadratkilometer og med et innbyggertall på 3,9 millioner (2007). 
Fra det gamle Linchuan kom vigtige personligheder som Wang Anshi, en reformvenlig statsmand under Song-dynastiet, Zeng Gong, en vigtig videnskabsmand og historiker, og Tang Xianzu, en berømt dramatiker fra Ming-dynastiet. 
Største erhverv i regionen er  i levnedsmiddel-, tekstil- og bilindustrierne.

## Administrative enheder
Fuzhou består af et bydistrikt og ti amter.
- Bydistriktet Linchuan (临川区）
- Amtet Nancheng (南城县)
- Amtet Nanfeng (南丰县)
- Amtet Lichuan (黎川县)
- Amtet Chongren (崇仁县)
- Amtet Le'an (乐安县)
- Amtet Yihuang (宜黄县)
- Amtet Jinxi (金溪县)
- Amtet Zixi (资溪县)
- Amtet Guangchang (广昌县)
- Amtet Dongxiang (东乡县)